# (25228) Mikekitt
(25228) Mikekitt est un astéroïde de la ceinture principale.

## Description
(25228) Mikekitt est un astéroïde de la ceinture principale. Il fut découvert le 10 octobre 1998 à la station Anderson Mesa par le programme LONEOS. Il présente une orbite caractérisée par un demi-grand axe de 2,99 UA, une excentricité de 0,03 et une inclinaison de 5,4° par rapport à l'écliptique.

## Compléments